# Álvaro Cejudo Carmona
Álvaro Cejudo Carmona (Puente Genil, Còrdova, 24 de gener de 1984) és un futbolista professional andalús que juga com a interior dret. Actualment és jugador del Western Sydney Wanderers FC australià.

## Trajectòria

### Inicis
Va començar a jugar al futbol amb l'equip de la seua ciutat natal, l'Asociación Deportiva San Fermín-Puente Genil. Amb les categories alevins i infantil va aconseguir els títols de Campió de Córdoba a Segona Provincial i Subcampió a Tercera Provincial respectivament.
Durant els quatre anys a les categories inferiors del San Fermin va aconseguir quatre ascensos, a més de jugar diversos partits en les categories inferiors de la selecció cordovesa.

### Real Betis
Amb 14 anys i ja en categoria cadet, va fer el salt al Real Betis. Va ascendint amb èxit en la pedrera andalusa, fins a arribar a proclamar-se campió de la Divisió d'Honor Juvenil per primera vegada en la història del conjunt verd-i-blanc.
Va arribar a debutar amb el Betis B contra el Díter Zafra, jugant 70 minuts. La temporada 2003/04 esdevé jugador del filial verd-i-blanc però una cremada al peu el fa estar de baixar durant tres mesos. Quan es recupera és cedit al Coria CF on va jugar durant tota la segona volta de la temporada 2003/04.
Durant la temporada 2004/05 una lesió al pubis el va deixar amb poques oportunitats de jugar, de fet, només va jugar els tres últims partits de la temporada amb el filial del Betis.
Les temporades 2005/06 i 2006/07 són les més exitoses del jugador, amb 32 partits i 7 gols amb el filial. Arribà a entrenar a les ordres de Llorenç Serra Ferrer amb el primer equip.

### AD Ceuta
L'estiu del 2007 va fitxar per l'AD Ceuta, on va debutar a Segona Divisió B. Les dos temporades amb l'equip del nord d'Àfrica van ser molt bones, jugant més de setanta partits. Aquestes bones estadístiques li van permetre fer el salt al futbol professional.

### UD Las Palmas
D'aquesta manera l'estiu del 2009 va fitxar per la UD Las Palmas.

### CA Osasuna
El mes de gener del 2011, durant el mercat d'hivern, es va fer oficial el seu traspàs al CA Osasuna, el cost de l'operació es va xifrar en 240.000 €. El jugador va arribar per cobrir la marxa de Juanfran. Va debutar a Primera Divisió el 2 de març del 2011 contra el Deportivo de la Coruña, va jugar 60 minuts abans de ser substituït per Soriano. Al Reyno de Navarra s'ha convertit com a titular indiscutible de la banda dreta i s'ha erigit com un gran assistent.

### Real Betis (2a etapa)
Amb el descens del CD Osasuna, el jugador va tornar a l'equip dels seus orígens, el Real Betis. L'agost del 2014 es va fer oficial el seu fitxatge per l'equip andalús després d'haver rescindit el contracte amb l'equip navarrès, va signar un contracte per tres temporades. El 24 d'agost del 2015 va debutar en la primera jornada de la Segona divisió, va ser en la victòria 2-3 contra el CE Sabadell, a més, Cejudo va marcar el primer gol del partit, l'únic que marcaria en tota aquella temporada. Va disputar 30 partits i va fer un gol en la seva primera temporada, ajudant el club a retornar a primera després d'un any d'absència.
Cejudo va disputar el mateix nombre de partits la temporada següent, i va marcar en un empat 1–1 contra el Reial Madrid CF.

### Western Sydney Wanderers
El 24 de juliol de 2017, després de no arribar a un acord per renovar, Cejudo, amb 33 anys, va fitxar per l'equip de l'A-League Western Sydney Wanderers FC.